# Ливанов, Михаил Егорович
Михаил Егорович (Георгиевич) Ливанов (1751—1800) — российский агроном, геолог, профессор земледелия, надворный советник.

## Биография
Князь Г. А. Потёмкин, испытывавший особый интерес к методам английского земледелия, предполагая в полной мере использовать их на обширных и плодородных землях Таврической области и Екатеринославского наместничества, вверенных его попечению в конце XVIII века, через своего университетского приятеля поэта В. П. Петрова был знаком с А. А. Самборским и его книгой «Описание практического английского земледелия» (М., 1783). А. А. Самборский, будучи протоиереем при православной церкви в Лондоне, увлекался наукой о земледелии и стремился распространять новые английские сельскохозяйственные методы в России.
В 1775 году Самборский приехал в Россию с целью набрать студентов-агрономов для обучения английской агротехнике, среди них были М. Е. Ливанов и В. П. Прокопович. Спустя несколько лет, пройдя обучение, они поступили в распоряжение Потёмкина.
В октябре 1785 года профессора земледелия Ливанов и Прокопович были назначены «в помощь директорам домоводства» с жалованием 600 рублей годовых. Северное Причерноморье с его благоприятным климатом и обширными землями, не знавшими традиционного земледелия, как нельзя лучше подходило для внедрения новых методов и экспериментов.
Под руководством Ливанова, написавшего по заказу Потёмкина «Наставление к умозрительному и делопроизводному земледелию», и Прокоповича была создана особая Контора земледелия и домоводства Таврической области, призванная заботиться о развитии хлебопашества, садоводства и виноделия.
Следующие несколько лет они под руководством князя Потёмкина налаживали и направляли работу во всех отраслях сельского хозяйства новороссийских губерний: давали рекомендации по размещению полей и пастбищ, технике вспашки и сева, уходу за скотом, лесоводству и садоводству, развитию шелководства и организации фабрик.
Таланты Ливанова нашли себе применение при осуществлении ещё одного проекта Потёмкина — разведки залежей угля, железа и драгоценных металлов. За два года Ливанов обнаружил не только богатые запасы угля, но и залежи железной и медной руды, каолина, графита и мрамора при слиянии рек Ингулец и Саксагань в окрестностях Кривого Рога. Получив доклад об итогах изысканий, Потёмкин распорядился построить чугунолитейный завод для литья артиллерийских снарядов на реке Ингулец и фабрику для выделки фаянса из местного каолина, но после его смерти работы по строительству были свёрнуты.
Свои поиски, по просьбе Потёмкина, Ливанов продолжил в окрестностях Николаева и Богоявленска (в этом ему помогал живший в Николаеве Матвей Иванович Афонин, первый русский профессор натуральной истории). В 1790 году по желанию князя Ливанов организовал в Богоявленске первую в России школу практического земледелия, целью которой было обучение колонистов новым приемам хозяйствования (работала до 1797 года). Здесь же был разбит Казённый сад с почти 20 тысячами плодовых и декоративных деревьев.
В 1791 году Ливанов входил в состав экспедиции российского военно-морского ведомства по разведке каменного угля на Донбассе для нужд Черноморского флота.

## Награды
Награждён Орденом св. Анны II степени.